# Sédeilles

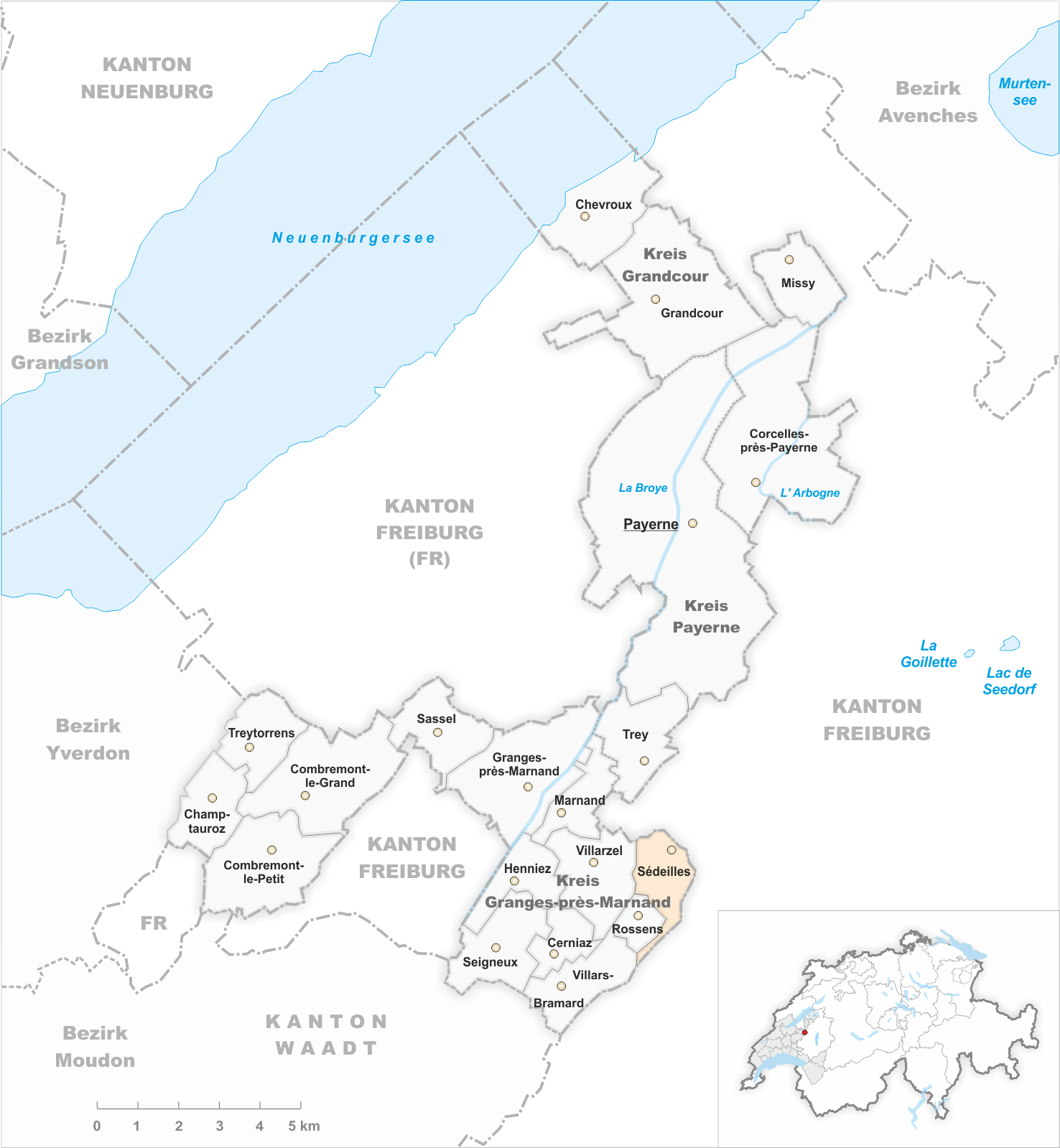
Gemeindestand vor der Fusion am 30. Juni 2006

Sédeilles ([sɛdɛj] oder [sədɛj], im einheimischen Dialekt: [a səˈdaːjɛ]) war bis zum 30. Juni 2006 eine politische Gemeinde im Kreis Granges-près-Marnand des Distrikts Broye-Vully im Kanton Waadt in der Schweiz. Am 1. Juli 2006 wurde Sédeilles mit Villarzel und Rossens zur neuen Gemeinde Villarzel fusioniert.

## Geographie
Sédeilles liegt auf 688 m ü. M., acht Kilometer südlich des Bezirkshauptorts Payerne (Luftlinie). Das Haufendorf erstreckt sich auf einer Verebnungsfläche im Molassehügelland östlich des Broyetals, im östlichen Waadtländer Mittelland.
Die Fläche des 2,5 km² grossen ehemaligen Gemeindegebiets umfasste einen Abschnitt des Hügellandes zwischen dem mittleren Broyetal und dem Glânetal. Die Nord- und Westgrenze des Gebietes bildeten zwei tief in die Molasseschichten eingeschnittene Quelltäler des Baches, der bei Marnand in die Broye mündet. Nach Süden erstreckte sich der Gemeindeboden über die Verebnungsfläche von Sédeilles bis auf die waldigen Höhen im Quellgebiet der Arbogne und erreichte am Rand der Forêt de Farzin mit 798 m ü. M. seinen höchsten Punkt. Von der ehemaligen Gemeindefläche entfielen 1997 5 % auf Siedlungen, 26 % auf Wald und Gehölze und 69 % auf Landwirtschaft.
Zu Sédeilles gehören die Hofsiedlung Champs Paccot (694 m ü. M.) südlich des Dorfes sowie mehrere Einzelhöfe. Nachbargemeinden von Sédeilles waren Villars-Bramard, Rossens und Villarzel im Kanton Waadt sowie Châtonnaye, La Folliaz, Villaz-Saint-Pierre und Romont im Kanton Freiburg.

## Bevölkerung
Mit 143 Einwohnern (Ende 2005) gehörte Sédeilles zu den kleinsten Gemeinden des Kantons Waadt. Von den Bewohnern sind 91,7 % französischsprachig, 5,6 % deutschsprachig und 1,4 % portugiesischsprachig (Stand 2000). Die Bevölkerungszahl von Sédeilles belief sich 1900 auf 214 Einwohner. Nachdem die Bevölkerung bis 1990 durch starke Abwanderung auf 120 Personen abgenommen hatte, wurde seither wieder eine leichte Bevölkerungszunahme verzeichnet.

## Wirtschaft
Sédeilles war bis in die zweite Hälfte des 20. Jahrhunderts ein vorwiegend durch die Landwirtschaft geprägtes Dorf. Noch heute haben der Ackerbau und die Viehzucht eine wichtige Bedeutung in der Erwerbsstruktur der Bevölkerung. Einige weitere Arbeitsplätze sind im lokalen Kleingewerbe und im Dienstleistungssektor vorhanden.

## Verkehr
Sédeilles ist verkehrstechnisch recht gut erschlossen. Es liegt an der Verbindungsstrasse von Payerne nach Romont. Durch die Postautokurse, die auf den Strecken Romont-Payerne und Romont-Avry verkehren, ist Sédeilles an das Netz des öffentlichen Verkehrs angebunden.

## Geschichte

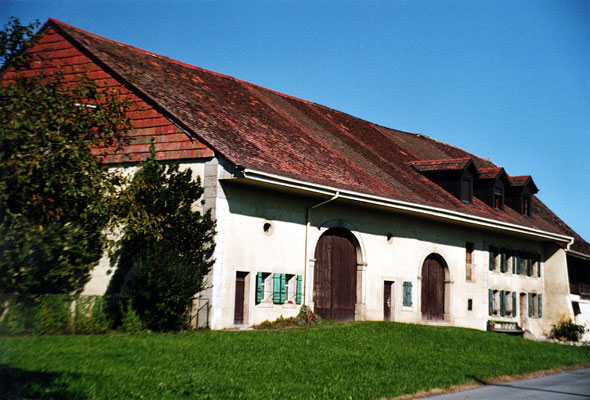
Bauernhof in Sédeilles

Das Gebiet von Sédeilles war schon sehr früh besiedelt, was durch die Überreste einer römischen Villa bezeugt wird. Die ältesten Belege für den Ortsnamen erscheinen in den Formen Sideles (1190 ?) und Sedilles (1336). Die Herkunft des Namens ist nicht geklärt.
Seit dem Mittelalter war Sédeilles Teil der Herrschaft Villarzel, die dem Bischof von Lausanne gehörte. Mit der Eroberung der Waadt durch Bern im Jahr 1536 gelangte das Dorf unter die Verwaltung der Vogtei Moudon. Nach dem Zusammenbruch des Ancien Régime gehörte Sédeilles von 1798 bis 1803 während der Helvetik zum Kanton Léman, der anschliessend mit der Inkraftsetzung der Mediationsverfassung im Kanton Waadt aufging. 1798 wurde es dem Bezirk Payerne zugeteilt.
Nachdem die Stimmberechtigten von Sédeilles mit grossem Mehr für die Gemeindefusion votiert hatten, wurde mit Wirkung auf den 1. Juli 2006 die Fusion von Sédeilles mit Rossens (VD) und Villarzel zur neuen vergrösserten Gemeinde Villarzel vollzogen.
Sédeilles besitzt keine eigene Kirche, es gehört zur Pfarrei Villarzel.

## Persönlichkeiten
- Louis Goumaz (1874–1953), evangelischer Geistlicher und Hochschullehrer an der Universität Lausanne